# Tycho (voornaam)
Tycho is een voornaam voor jongens. De naam komt uit het Grieks en is afgeleid van Tychon, naar Tychè, de godin van het geluk. Als eerste naam wordt Tycho in Nederland sinds eind jaren zestig gegeven, maar een zekere populariteit kreeg de naam pas na 2000. In 2014 droeg 0,04 % van de Nederlandse mannen en jongens die naam. De naam wordt in Nederland ook wel gespeld als Tygo.

## Bekende naamdragers
- Tycho Brahe (1546-1601), Deens astronoom
- Tycho van Meer (1974), Nederlands hockeyer
- Tygo Gernandt (1974), Nederlands acteur
- Tygo Land (2006), Nederlands voetballer